# Begonia angulata
Begonia angulata é uma espécie de Begonia.

## Sinônimos
- Begonia reticulata Gardner
- Pritzelia angulata Klotzsch ex Wawra [inválido]